# Prochelidella buitreraensis
Prochelidella buitreraensis fue una especie de tortuga fósil asignada a la familia Chelidae, un grupo de tortugas de agua dulce, que vivió durante el Cenomaniense, en el Cretácico superior, hace aproximadamenente unos 100 millones de años. Su epíteto específico, es decir "buitreraensis", se debe al nombre de la localidad paleontológica en la que fue hallado, La Buitrera.

## Características de los restos hallados
Los restos hallados se caracterizan por tener una preservación excepcionalmente buena, que incluye la presencia del cráneo. Además, se encontraron restos de vértebras cervicales, del caparazón y del esqueleto apendicular. Fueron hallados en una localidad denominada Cañadón de las Tortugas, en la localidad de La Buitrera, Argentina por científicos del CONICET.
La antigüedad estimada del hallazgo, de edad Cenomaniense, fue calculada a partir de dataciones radiométricas realizadas sobre zircones de una toba volcánica.
Los restos de Prochelidella buitreraensis se encuentran depositados en la colección del Museo Provincial Carlos Ameghino, de la ciudad de Cipolletti, provincia de Río Negro, Argentina.

## Hábitat
Procehidella buitreraensis tiene rasgos anatómicos similares a los de las tortugas actuales que viven en cuerpos de agua dulce, tales como ríos y lagos. A su vez, las rocas de las que fueron extraídos los fósiles corresponden a ambientes relacionados con un río. Todo ello sugieren que esta especie vivía en ambientes de este tipo, posiblemente un río.

## Anatomía
Los restos hallados coinciden con los del género de tortugas Prochelidella. Los rasgos anatómicos diferenciales de esta especie, conocidos como diagnósticos, se encuentran en el cráneo y son la presencia de un foramen retropterigoideo grande y de una zona de inserción muscular muy desarrollada sobre el hueso basiesfenoides. Su hallazgo parece indicar que en algún punto temprano de su evolución, las tortugas no podían ocultar su cabeza dentro del caparazón.